# Минькино (Мурманская область)
Минькино — село в Кольском районе Мурманской области. Входит в сельское поселение Междуречье.

## Население
| 2002 | 2010 |
| ---- | ---- |
| 585  | ↘433 |

Численность населения, проживающего на территории населённого пункта, по данным Всероссийской переписи населения 2010 года составляет 433 человека, из них 220 мужчин (50,8 %) и 213 женщин (49,2 %). По данным переписи 2002 года в селе проживало 585 жителей.